# Ljubinić
Ljubinić (em cirílico:Љубинић) é uma vila da Sérvia localizada no município de Obrenovac, pertencente ao distrito de Belgrado, na região de Posavina. A sua população era de 855 habitantes segundo o censo de 2009.

## Demografia
| 1948  | 1953  | 1961  | 1971  | 1981  | 1991  | 2002 |
| ----- | ----- | ----- | ----- | ----- | ----- | ---- |
| 1 207 | 1 244 | 1 193 | 1 041 | 1 023 | 1 002 | 855  |